# Ostrinia
Ostrinia là một chi bướm đêm thuộc họ Crambidae. Một số loài như Ostrinia nubilalis, là những loài sâu bệnh có hại cho nông nghiệp.

## Các loài
- Ostrinia avarialis Amsel, 1970
- Ostrinia dorsivittata (Moore, 1888)
- Ostrinia erythrialis (Hampson, 1913)
- Ostrinia furnacalis (Guenée, 1854) - Asian corn borer, Asian corn worm[3][4]
- Ostrinia kasmirica (Moore, 1888)
- Ostrinia kurentzovi Mutuura & Munroe, 1970
- Ostrinia latipennis (Warren, 1892)[4]
- Ostrinia marginalis (Walker, 1866)[2]
- Ostrinia nubilalis (Hübner, 1796) - European corn borer, European corn worm[2]
- Ostrinia obumbratalis (Lederer, 1863) - smartweed borer[2]
- Ostrinia ovalipennis Ohno, 2003[5]
- Ostrinia palustralis (Hübner, 1796)[4]
- Ostrinia penitalis (Grote, 1876) - American lotus borer[2][6]
- Ostrinia peregrinalis (Eversmann, 1852)
- Ostrinia putzufangensis Mutuura & Munroe, 1970
- Ostrinia quadripunctalis (Denis & Schiffermüller, 1775)
- Ostrinia sanguinealis (Warren, 1892)
- Ostrinia scapulalis (Walker, 1859)[3][4]
- Ostrinia zaguliaevi Mutuura & Munroe, 1970[4]
- Ostrinia zealis (Guenée, 1854)[4]

## Hình ảnh

## Disputed species
- Ostrinia maysalis P. Leraut, 2012